# Fougeré, Maine-et-Loire
Fougeré là một xã trong vùng hành chính Pays de la Loire, thuộc tỉnh Maine-et-Loire, quận Saumur, tổng Baugé. Tọa độ địa lý của xã là 47° 37' vĩ độ bắc, 00° 08' kinh độ đông. Fougeré nằm trên độ cao trung bình là 42 mét trên mực nước biển, có điểm thấp nhất là 27 mét và điểm cao nhất là 102 mét. Xã có diện tích 24,18 km², dân số vào thời điểm 1999 là 739 người; mật độ dân số là 31 người/km².

## Thông tin nhân khẩu
| 1962 | 1968 | 1975 | 1982 | 1990 | 1999 | 2005 |
| ---- | ---- | ---- | ---- | ---- | ---- | ---- |
| 930  | 904  | 787  | 744  | 735  | 739  | 747  |

## Địa điểm tham quan
- Nhà thờ St. Etienne (thế kỉ 11)
- Lâu đài Gastines (thế kỉ 16)